# Urban Släke
Urban Släke var ett punkband från Visby, Gotland. Bandet bildades 1979 och bröt upp i december 1984. Släppte sin första singel Så Jävla Svensk/Magnatens Död 1981, som producerades av Kai Martin och Peter Bryx.

## Medlemmar
Björn Akre - Sång 

Jonas Fohlin - Gitarr 

Per Seigerlund - Gitarr 
Leif Eriksson -trummor  (1979)

Bo Rehnberg - Trummor (1979-1982)

Bengt Mührer - Saxofon (1982-) 

Tomas Nilsson - Trummor (1982-)

peråke rubensson - bas (1982-)

Patrik Ekman - bas (1979-1982)

## Diskografi
- 1981 - Så Jävla Svensk/Magnatens Död (Singel)
- 1984 - Så Fri/Hetta (Singel)
- 1993 - Ny Våg (Samlings CD)
- 1998 - Vägra Raggarna Benzin vol.1 (Samlings CD)
- 2003 - Svenska Punkklassiker (Samlings CD)